# MTV Live HD
MTV Live este o rețea internațională de televiziune cu profil muzical care emite 24 din 24 ore pe zi, în format HD și aparține de Paramount Global. Din 2008 până în 2011 se numea MTV N HD.

## Istorie
MTV Live HD a fost lansat pe data de 15 septembrie 2008 în unele părți ale Europei sub denumirea de MTV N HD (MTV Nickelodeon HD) și în America Latină la sfârșitul anului 2008.
Pe parcursul anului 2010, MTV N HD continuă să se lanseze în țări noi, mai ales în Australia, unde a fost lansat în varianta SD.
Din 1 iulie 2011, MTV N HD s-a redenumit în  MTV Live HD și are un logo asemănător cu noile logo-uri ale canalelor înrudite cu acesta, și în Regatul Unit și Irlanda, s-a redenumit la data de 23 aprilie 2012.
Din 9 aprilie 2013, MTV Live HD s-a închis în Franța, odată cu lansarea variantei HD a canalelor franceze MTV. Din 1 octombrie 2013, MTV Live HD și-a schimbat logo-ul, la fel și canalele MTV înrudite cu acesta. Pe data de 3 noiembrie 2013, MTV Live HD își încheie emisia în Australia.
Din data de 2 martie 2014, MTV Live HD este disponibil și în Taiwan, la operatorul IPTV CHT MOD. Pe data de 24 octombrie 2014, este disponibil și în România, la operatorul Vodafone România, fostul UPC România.
Din ianuarie 2015, MTV Live HD este disponibil și la furnizorul multinațional de satelit direct, OSN, în Arabia.
Din 2017, MTV Live HD a schimbat sigla, modificându-și culoarea din negru în verde deschis.
Începând cu data de 14 septembrie 2021, MTV Live HD și-a schimbat sigla. Din siglă a fost eliminat cuvântul ,,HD". De asemenea, și dreptunghiul pe care era scris ,,Live HD" a fost eliminat, iar cuvântul ,,Live" a fost mutat pur și simplu sub sigla ,,M". Atât sigla ,,M", cât și cuvântul ,,Live" au fost puse într-un pătrat roșu închis. Odată cu această schimbare, sigla este mult mai mică pe ecran.

## Programe difuzate în prezent
- MTV Live
- This Week's MTV Top 20
- Hot Right Now
- MTV Asks
- Hot Spot
- From The Beginning
- The Ride
- In The Zone
- MTV Crashes
- MTV Unplugged
- MTV World Stage
- MTV Live Vibrations
- V Festival
- Vidiots